# Noel Malicdem
Noel Malicdem (* 10. Januar 1977 in Quezon City) ist ein philippinischer Dartspieler.

## Karriere
Noel Malicdem sorgte 2017, als er das Achtelfinale der Malaysian Open erreichte, für Aufsehen. Im darauffolgenden Jahr spielte er die ganze Saison auf der neu gegründeten PDC Asian Tour mit, über die vier asiatische Vertreter für die Weltmeisterschaft ermittelt werden. In seinem ersten Turnier erreichte er bereits das Finale, welches er gegen Royden Lam zwar verlor, jedoch konnte er das zweite Leg mit einem Nine dart finish beenden. Mit zwei Turniersiegen auf der Asian Tour, unter anderem gegen Paul Lim in einem Finale, beendete er die Tour unter den besten vier und war demnach für die Weltmeisterschaft 2019 qualifiziert. In der ersten Runde konnte er mit 3:2 gegen den Niederländer Jeffrey de Graaf gewinnen. Gegen Kyle Anderson aus Australien hatte er jedoch in der zweiten Runde mit 1:3 das Nachsehen. Beim World Cup of Darts 2019 trat er für die Philippinen zusammen Lourence Ilagan an, jedoch unterlag das Duo gegen England, vertreten durch Rob Cross und Michael Smith mit 1:5. Auch für die Weltmeisterschaft 2020 konnte er sich erneut über die Asian Tour qualifizieren. Auch dieses Mal konnte er in der ersten Runde seine Partie gewinnen, sein Gegner war der Österreicher Rowby-John Rodriguez. In der zweiten Runde konnte Malicdem erneut gut mit dem favorisierten Schotten und späteren Weltmeister Peter Wright mithalten. So hatte Malicdem sogar einen Matchdart auf das Bullseye, welchen er jedoch daneben warf. Wright rettete sich durch ein 140er Finish ins Sudden Death Leg, das er schließlich gewann.

## Weltmeisterschaftsresultate
- 2019: 2. Runde (1:3-Niederlage gegen  Kyle Anderson)
- 2020: 2. Runde (2:3-Niederlage gegen  Peter Wright)